# Притулина, Надежда Петровна
Надежда Петровна Притулина (род. 15 января 1937) — детская писательница и переводчица

; автор более 100 произведений для детей.

## Биография
Надежда Притулина родилась 15 января 1937 года в деревне Беляево Подольского района Московской области (ныне городской округ Подольск). Отец — Притулин Пётр Васильевич (1908—1963) — рабочий, участник Великой Отечественной войны. Принимал участие Сталинградской битве, штурме Кёнигсберга в качестве командира автопарка 7-й гвардейской миномётной дивизии (реактивная артиллерия БМ-13 «Катюша»). В середине 1930-х переехал с женой в Подольск из Белгородской области. Мать — Притулина (Бычкова) Антонина Тимофеевна — домохозяйка, посвятившая себя семье и детям, которых в семье было четверо.
После окончания школы Н. П. Притулина поступила в Подольский индустриальный техникум по специальности технолога холодной обработки металлов, параллельно работая на Подольском механическом заводе им. М. И. Калинина. Затем поступила в Московский государственный университет имени М. В. Ломоносова на филологический факультет, который окончила в 1965 году. Тема дипломной работы — «Особенности композиции и стиля сказок о животных (на материале северных сказок)». Основой для написания стали экспедиции по сохранению культурного наследия в которых она принимала участие, в частности, к Белому морю, где участники собирали устное народное творчество: сказки, былины, песни, обряды и т. п.
В дальнейшем Надежда Петровна работала в издательстве ЦК ВЛКСМ «Молодая гвардия», также на протяжении длительного времени на Центральном телевидении Государственного комитета СССР по телевидению и радиовещанию, Государственной библиотеке СССР им. В. И. Ленина.
Член Союза писателей России (с 1999 года) и Клуба писателей Центрального дома литераторов. Также с 1979 года состоит в Союзе журналистов России (до 1992 года — Союз журналистов СССР).
Произведения Н. П. Притулиной выставлялись на различных площадках, например, выставке в Центральном доме литераторов, Библиотеке № 60 им. О. Э. Мандельштама города Москвы.
В настоящее время на пенсии, продолжая заниматься литературой. Проживает в Москве.

## Творчество
С 1967 по 1971 год Н. П. Притулина готовила к выпуску в эфир передачи"Спокойной ночи, малыши!" и являлась одним из авторов телевизионных сценариев для этой телепередачи. Так, в поэтической обработке Надежды Притулиной малыши увидели на своих экранах русские сказки и былины про Илью Муромца, Соловья-разбойника, Садко и многих других. В данный период начинается литературная деятельность писателя, начало которой положено с публикаций в журнале «Весёлые картинки».
В период с 1986 по 1990 год входила в число авторов сценариев сказок для студии «Диафильм» (диафильмы «Медвежонок и снеговик», «Подарок ёжика» и др.).
За более чем 50 лет Н. П. Притулина стала автором более 100 произведений (книг, сборников сказок, стихов, статей и других публикаций) по тематике воспитания и образования подрастающего поколения. Публикации Надежды Петровны выходили в журналах: «Весёлые картинки», «Советская женщина» (после 1991 г. — «Мир женщины»), «Филя», «Миша», «Детская роман-газета», «Весёлый затейник», «Колокольчик», «Читайка», «Детский мир», «Затейник» (альманах), «Очаг», «Человек и закон», «Отчизна», «Поле чудес», которые стали основой для многих вышедших книг автора, издававшихся и выходящих сейчас в издательствах «Алтей», «Махаон», «Линг».
Н. П. Притулина имеет своё видение сказочного мира, при написании своих сказок она использует оригинальные формулы. Язык её произведений живой, в то же время опирается на фольклорную традицию и здравый смысл. Основной темой произведений Н. П. Притулиной являются дружба, взаимовыручка, стремление к справедливости. Герои сказок — забавные зверюшки, которые попадают в разные жизненные ситуации, всегда выходят из них на основе принципов, отстаиваемых автором.
Сюжеты произведений автора представляют собой эпизоды из жизни животных-малышей: ёжика, поросёнка, медвежонка, зайчика. Зверюшки дружат, играют вместе, помогают слабым, ходят на прогулки, в гости, любят, как и маленькие дети сладости, пироги и ватрушки. Жизненные ситуации среди героев такие же, как и среди детей со своими радостями, огорчениями, поиском нового. В сказках много действия — не только внешнего, но и внутреннего, что гораздо важнее: в них сталкиваются характеры, что и образует психологический рисунок сюжета.
Также Н. П. Притулиной были осуществлены переводы с польского на русский язык произведений польских авторов, а частности Хелены Бехлеровой (книга «Кролик и его друзья», М., «Детская литература», 1979).
Ей были составлены сборники русских и зарубежных сказок о животных, например, книга «Путешествие в сказку» из серии «Сказки народов мира о животных» («Приокское книжное издательство», 1988) и др. Часть сказок, загадок, стихов и считалок Надежды Петровны вошли в сборники и альманахи, например «Большая книга малышам», «Хрестоматия детской классики», «Новогодние сказки», «Маша-растеряша», «Спят усталые игрушки» издательства «Махаон» и др., где Н. П. Притулина стоит в одном ряду с признанными классиками детской литературы — В. В. Бианки, А. Л. Барто, Б. В. Заходером, К. И. Чуковским, И. П. Токмаковой, М. М. Зощенко и многими другими.

## Награды и премии

##### Государственные награды
- Медаль Пушкина, 2020 г.

##### Ведомственные и общественные награды
- Благодарность Руководителя Федерального агентства по печати и массовым коммуникациям — за многолетний плодотворный творческий труд, вклад в развитие отечественной детской литературы, 2018 г. ;
- Благодарность Министра культуры Российской Федерации -за большой вклад в развитие культуры, многолетнюю плодотворную работу, 2018 г.;
- Почётная грамота МВД СССР — за большую работу по коммунистическому воспитанию молодых сотрудников органов внутренних дел, активную пропаганду их деятельности и в связи с 60-летием ВЛКСМ, 1978 г.;
- Грамота Главного политического управления Советской армии и Военно-морского флота СССР — за большую и активную работу по выпуску литературы на военно-патриотическую тему для советской молодёжи в издательстве «Молодая гвардия», 1981 г.;
- Почётная грамота Государственного комитета Совета Министров СССР по делам издательств, полиграфии и книжной торговли СССР — за успешную работу и в связи с 70-летием революции, 1987 г.;
- Знак Министерства внутренних дел СССР «За культурное шефство над органами внутренних дел», 1988 г.;
- Почётное звание «Ветеран труда», 1997 г.;
- Почётная грамота Московской городской Думы- за заслуги перед городским сообществом, г. Москва, 2018 г.;
- Победитель Ежегодной премии губернатора Московской области «Наше Подмосковье» 2017 г. (II премия, проект «Вместе с книгой мы растём»);
- Золотой диплом VIII Международного Славянского литературного форума «Золотой Витязь» — за книги «Сказки лесовичка», «Лесной огород», г. Иркутск, 2017 г.;
- Лауреат I степени Всероссийского литературного конкурса «Сказки Байкальского Деда Мороза» в номинации «Новогодняя сказка», г. Слюдянка, 2016 г.;
- Почётная грамота редакции детского юмористического журнала «Весёлые картинки» — за многолетнее сотрудничество на протяжении более 40 лет, публикацию Ваших замечательных сказок, стихов, считалок и загадок для детей, получивших широкое общественное признание и ставших несомненным вкладом в культуру нашей страны, 2017 г.;
- Диплом финалиста германского Международного литературного конкурса «Лучшая книга года» — за книгу «За лесами, за горами», Берлин-Франкфурт, 2015 г.;
- Специальный диплом германского Международного литературного конкурса «Лучшая книга года» — за лучшую книгу для самых маленьких (книга «Лесные сказки»), Берлин-Франкфурт, 2017 г.;
- Почётная грамота муниципального округа Останкинский в городе Москве — за заслуги и достижения перед жителями муниципального округа Останкинский и большой личный вклад в дело воспитания подрастающего поколения, 2017 г.;
- Грамота Московской городской организации Союза писателей России — дипломанта конкурса литературных произведений для детей и подростков «Добро за добро» им. С. Я. Маршака в номинации «Проза» за книгу «За лесами, за горами», 2013 г.;
- Диплом лауреата литературно-общественной премии «Лучшая книга 2012—2014» Московской городской организации Союза писателей России, Союза писателей-переводчиков за книги «Где зимуют зайцы?», «За лесами, за горами», 2014 г.;
- Памятная медаль Московской городской организации Союза писателей России им. А. С. Грибоедова, 2012 г.;
- Памятная медаль Московской городской организации Союза писателей России им. М. Ю. Лермонтова, 2013 г.;
- Почётная грамота Комитета по культуре Администрации городского округа Королёв Московской области (в рамках IX городского конкурса на соискание литературной премии им. С. Н. Дурылина, посвящённого 60-летию запуска первого искусственного спутника Земли) — за книгу «Как сорока-белобока кашу варила: стихи, сказки, загадки, считалки», 2017 г.;
- Благодарность ЦК ВЛКСМ, Комитета молодёжных организаций СССР — за активное участие в подготовке и проведении Международного молодёжного лагеря Игр XXII Олимпиады, 1980 г.;
- Почётная грамота ЦК ВЛКСМ — за высокую эффективность и качество работы по выпуску книг для молодёжи и в связи с 60-летием издательства «Молодая гвардия», 1982 г.;
- Памятная медаль «XII Всемирный фестиваль молодёжи и студентов», 1985 г.;
- Почётная грамота ЦК ВЛКСМ — за высокие трудовые достижения, активное участие в общественной жизни, 1986 г.;
- Почётная грамота издательства ЦК ВЛКСМ «Молодая Гвардия»- за успешную работу в течение 15 лет, 1988 г.
- Почётный знак Союза журналистов России «За заслуги перед профессиональным сообществом», 2019 г.